# Frank Tashlin
Frank Tashlin (nació como Francis Fredrick von Taschlein, 19 de febrero de 1913-5 de mayo de 1972) fue un animador, escritor y director estadounidense.

## Animador
Tashlin varió de trabajo en trabajo luego de abandonar su escuela en Nueva Jersey a la edad de 13 años. En 1930, comenzó a trabajar para Paul Terry como caricaturista en la serie animada Aesop's Film Fables, luego trabajó brevemente para Amadee J. Van Beuren. Tashlin se unió al estudio de Leon Schlesinger en Warner Bros. como animador en 1932, donde fue catalogado como un animador rápido. Usaba su tiempo libre para trabajar en su propia tira cómica en 1934 llamada Van Boring, inspirada por su jefe Van Beuren. Firmaba con el nombre "Tish Tash". Tashlin fue despedido cuando no quiso entregarle parte de las ganancias de su tira cómica a Schlesinger. Entra al estudio de Ub Iwerks en 1934. Luego trabajó en el estudio de Hal Roach en 1935 como escritor. Volvió a trabajar para Schlesinger en 1936 como director, entregó a los demás directores de Warner nuevas técnicas con el trabajo de cámara.
En 1938, trabajó para Disney en el departamento de guiones. Luego de eso, trabajó como productor en el estudio de animación de Columbia Pictures, Screen Gems, en 1941, creando series como The Fox and the Crow. Tashlin volvió con los directores de Warner en "Termite Terrace" el año 1943. Siguió en el estudio durante la Segunda Guerra Mundial y trabajó en varios cortometrajes bélicos, incluyendo los dibujos animados educacionales Private Snafu.

## Director
Tashlin dejó el área de la animación en 1944 (aunque regresó brevemente a MGM en 1960 para producir The Bear That Wasn't, dirigido por Chuck Jones) para convertirse en un escritor de bromas para los hermanos Marx y Lucille Ball (además de otros) y también como guionista. (Su puesto en Termite Terrace fue ocupado por Robert McKimson.) Sus películas con actores reales conservan elementos de la animación; Tashlin utilizaba bromas absurdas y giros de trama inesperados. Escribió películas para Bob Hope y Red Skelton. 
Comenzando con la película Artistas y modelos de 1955 y The Girl Can't Help It (1956), con su sátira hacia el rock and roll, Tashlin logra un éxito con la película de Martin and Lewis Hollywood or Bust en 1956, Will Success Spoil Rock Hunter? en 1957, y cuatro de Jerry Lewis (Rock-A-Bye Baby, The Geisha Boy, Cinderfella y It's Only Money). Muchos de estos trabajos han sido denominados como "de culto".
En los años 1960, las películas de Tashlin perdieron la chispa y su carrera comenzó a decaer, junto a la de quienes trabajaron con él. Su última película fue The Private Navy of Sgt. O'Farrell protagonizada por Bob Hope y Phyllis Diller en 1968. Su película Will Success Spoil Rock Hunter? fue ubicada en el National Film Registry el 2000.